# Émile Friess
Pour les articles homonymes, voir Friess.
Émile Friess, né le 24 février 1901 à Hœnheim (Alsace-Lorraine) et mort le 25 avril 1993 à Strasbourg, est un footballeur international français évoluant au poste de gardien de but.

## Carrière
Émile Friess évolue à l'Association Sportive de Strasbourg de 1921 à 1922. Il connaît sa première sélection en équipe de France de football le 15 janvier 1922 lors d'un match amical à Paris contre l'équipe de Belgique de football. Les Français s'imposent sur le score de 2-1. Sa deuxième et dernière sélection intervient le 30 avril 1922 à Bordeaux face à l'Espagne, Friess encaissant quatre buts et les Français n'en marquant aucun.